# Greenland, New Hampshire
Greenland är en kommun (town) i Rockingham County i delstaten New Hampshire, USA. Den hade 3 549 invånare år 2010. 